# シチュアノスクス
シチュアノスクス（学名：Sichuanosuchus）は、中華人民共和国の四川盆地から化石が産出している、ワニ形上目に属する絶滅した爬虫類の属。Peng (1995)により報告されたタイプ種S. huidongensisとWu et al. (1997)により報告されたS. shuhanensisの2種が知られている。S. huidongensisは沙溪廟層から産出しており後期ジュラ紀に生息したと見られているが、S. shuhanensisは詳細な産地が不明であり、生息した時代は暫定的に前期白亜紀とされている。

## 特徴
シチュアノスクス属は前頭骨が前内側と後内側で隆起し、方形頬骨が扇型の外側突起を持つ。小型の前眼窩窓が浅い前眼窩窓の内部に開いており、ゾスクスと異なる。頬骨の短い後側突起が外側に広がり、同じく水平な薄い構造を示すフルイタチャンプサと比較しても鋭利な稜をなす。後眼窩骨が下側頭窓の形成に寄与せず、またその内側突起が外側で極端に狭まっていてShartegosuchusやNominosuchusと共通する。口蓋骨が長い。歯は上顎骨に生えた1番目あるいは2番目が犬歯状であり、その後側の歯は上下の顎の両方において低く、チゼル型の歯冠を持つ。
Sichuanosuchus shuhanensisの方形頬骨は腹側部が外側に広がり、ゾスクスと同様である。S. shuhanensisは基蝶形骨が正中線上に稜を持つが、S. huidongensisにおいてこの稜の有無は不明である。また、シソスクスは二次口蓋が存在せず、ゾスクスやフルイタチャンプサは二次口蓋が存在するとされるが、本属においてその有無は不明である。

## 分類

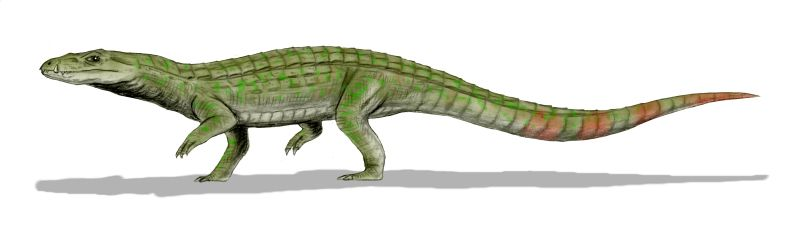
復元図

Wu et al. (1997)による系統解析では、シチュアノスクスは単系統群としての原鰐類に位置付けられた。Wu et al. (1997)の厳密合意樹においてシチュアノスクスはシャントゥンゴスクスとの姉妹群となり、また多数決合意樹ではこの2属からなる分岐群とゴビオスクスとが姉妹群とされた。
Clark (2011)による系統解析では厳密合意樹が公表され、原鰐類は側系統群となった。シチュアノスクスはゴビオスクスやザラアスクスとは比較的早期に枝分かれしたことが示された一方、シャントゥンゴスクスやゾスクスなどとの間で多分岐をなしており、詳細な類縁関係は不明であった。
その後公開されたAdams (2013)はClark (2011)に近いもののより解像度の高い系統樹を示した。Adams (2013)の系統樹でシチュアノスクスは再びシャントゥンゴスクスとの姉妹群とされた一方、この2属からなる分岐群との姉妹群はゴビオスクスでなくゾスクスとされた。加えて、Adams (2013)の系統樹でこれら3属からなる分岐群は中正鰐類との姉妹群に位置付けられている。
Buscalioni (2017)でもゾスクスとシャントゥンゴスクスとシチュアノスクスの3属が1つの分岐群を構成し、Adams (2013)と等しい3属の類縁関係が得られている。Dollman et al. (2018)はこれら3属にShartegosuchidaeを加えた分岐群であるShartegosuchoideaを設立した。